# Lakdar Boussaha
Lakdar Boussaha (Bourg-Saint-Maurice, 18 luglio 1987) è un calciatore francese, attaccante del Foron.

## Carriera

### Club
Comincia la sua carriera in Francia, facendo 2 presenze in Ligue 1 col Boulogne ma passando poi al Besançon con cui vince il CFA, 4ª divisione francese, venendo promosso in Championnat National per l'annata successiva. Passa nel 2012 agli algerini del JSM Béjaïa, con cui debutta nelle competizioni continentali, giocando una partita di CAF Champions League. Dopo un solo anno torna in Francia e gioca prima 4 anni e mezzo col Bourg-en-Bresse, poi un anno e mezzo col Grenoble, riuscendo in entrambe le occasioni a passare dal Championnat National alla Ligue 2, nella quale con le due maglie mette insieme complessivamente 89 presenze e 21 gol. Nel 2019 passa all'Étoile Carouge, militante in Promotion League, 3ª serie svizzera.

## Statistiche

### Presenze e reti nei club
Statistiche aggiornate al 10 febbraio 2022.
| Stagione               | Squadra                | Campionato             | Campionato | Campionato | Coppe nazionali | Coppe nazionali | Coppe nazionali | Coppe continentali | Coppe continentali | Coppe continentali | Altre coppe | Altre coppe | Altre coppe | Totale | Totale |
| Stagione               | Squadra                | Comp                   | Pres       | Reti       | Comp            | Pres            | Reti            | Comp               | Pres               | Reti               | Comp        | Pres        | Reti        | Pres   | Reti   |
| ---------------------- | ---------------------- | ---------------------- | ---------- | ---------- | --------------- | --------------- | --------------- | ------------------ | ------------------ | ------------------ | ----------- | ----------- | ----------- | ------ | ------ |
| 2009-2010              | Boulogne               | L1                     | 2          | 0          | CF+CdL          | 1+1             | 0               | -                  | -                  | -                  | -           | -           | -           | 4      | 0      |
| 2010-2011              | Besançon               | CFA                    | 22         | 7          | CF+CdL          | 0               | 0               | -                  | -                  | -                  | -           | -           | -           | 22     | 7      |
| 2011-2012              | Besançon               | CN                     | 30         | 13         | CF+CdL          | 2+0             | 1+0             | -                  | -                  | -                  | -           | -           | -           | 32     | 14     |
| Totale Besançon        | Totale Besançon        | Totale Besançon        | 50         | 20         |                 | 2               | 1               |                    | -                  | -                  |             | -           | -           | 52     | 21     |
| 2012-2013              | JSM Béjaïa             | L1                     | 17         | 2          | CA              | -               | -               | CCL                | 3                  | 0                  | -           | -           | -           | 20     | 2      |
| 2013-2014              | Bourg-en-Bresse        | CN                     | 30         | 9          | CF+CdL          | 4+0             | 1+0             | -                  | -                  | -                  | -           | -           | -           | 34     | 10     |
| 2014-2015              | Bourg-en-Bresse        | CN                     | 26         | 10         | CF+CdL          | 0               | 0               | -                  | -                  | -                  | -           | -           | -           | 26     | 10     |
| 2015-2016              | Bourg-en-Bresse        | L2                     | 34         | 9          | CF+CdL          | 4+4             | 4+6             | -                  | -                  | -                  | -           | -           | -           | 42     | 19     |
| 2016-2017              | Bourg-en-Bresse        | L2                     | 24         | 10         | CF+CdL          | 0+1             | 0               | -                  | -                  | -                  | -           | -           | -           | 25     | 10     |
| 2017-gen. 2018         | Bourg-en-Bresse        | L2                     | 17         | 1          | CF+CdL          | 3+1             | 1+0             | -                  | -                  | -                  | -           | -           | -           | 21     | 2      |
| Totale Bourg-en-Bresse | Totale Bourg-en-Bresse | Totale Bourg-en-Bresse | 131        | 39         |                 | 17              | 12              |                    | -                  | -                  |             | -           | -           | 148    | 51     |
| gen.-giu. 2018         | Grenoble               | CN                     | 9+1        | 0          | CF+CdL          | 2+0             | 1+0             | -                  | -                  | -                  | -           | -           | -           | 12     | 1      |
| 2018-2019              | Grenoble               | L2                     | 14         | 1          | CF+CdL          | 0               | 0               | -                  | -                  | -                  | -           | -           | -           | 14     | 1      |
| Totale Grenoble        | Totale Grenoble        | Totale Grenoble        | 23+1       | 1          |                 | 2               | 1               |                    | -                  | -                  |             | -           | -           | 26     | 2      |
| 2019-2020              | Étoile Carouge         | 1Lp                    | 14         | 8          | CS              | 1               | 0               | -                  | -                  | -                  | -           | -           | -           | 15     | 8      |
| 2020-2021              | Étoile Carouge         | 1Lp                    | 13+7       | 7+4        | CS              | 1               | 2               | -                  | -                  | -                  | -           | -           | -           | 21     | 13     |
| 2021-2022              | Étoile Carouge         | 1Lp                    | 13         | 5          | CS              | 4               | 1               | -                  | -                  | -                  | -           | -           | -           | 17     | 6      |
| Totale Étoile Carouge  | Totale Étoile Carouge  | Totale Étoile Carouge  | 40+7       | 20+4       |                 | 6               | 3               |                    | -                  | -                  |             | -           | -           | 53     | 27     |
| Totale carriera        | Totale carriera        | Totale carriera        | 271        | 88         |                 | 29              | 17              |                    | 3                  | 0                  |             | -           | -           | 303    | 105    |

## Palmarès

### Club

#### Competizioni nazionali
- Championnat de France amateur: 1

Besançon: 2010-2011 (gruppo B)

### Individuale
- Capocannoniere della Coppa di Lega francese: 1

2015-2016 (6 gol)